# Phi trung gian hóa

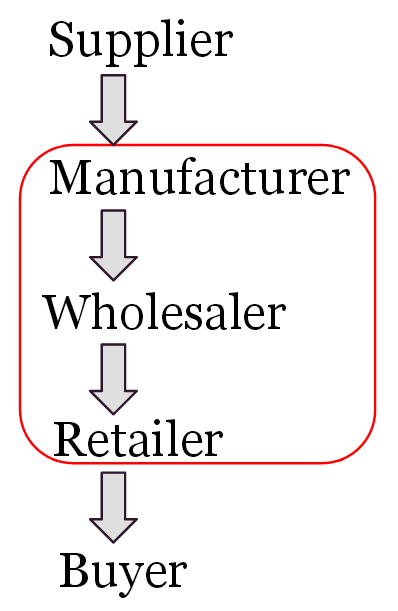
Quá trình phi trung gian hóa

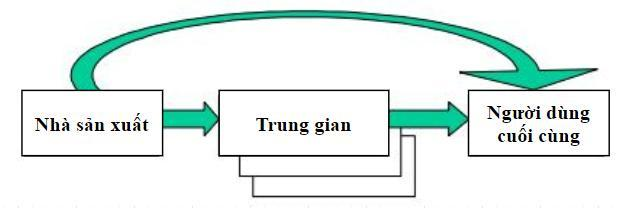
Sơ đồ phi trung gian hóa

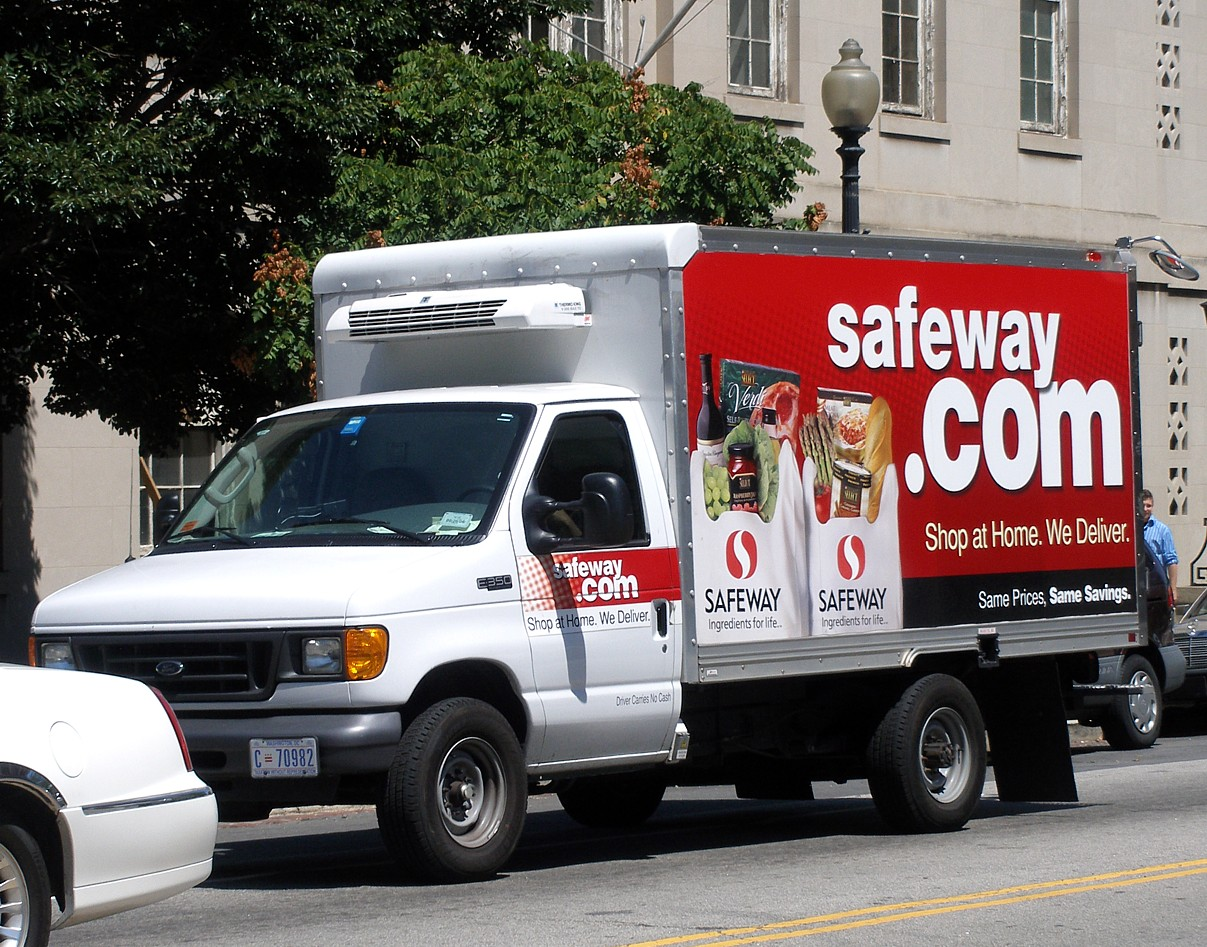
Mặc dù Webvan đã thất bại trong mục tiêu làm gián đoạn ngành siêu thị Bắc Mỹ, một số chuỗi siêu thị (như Safeway Inc.) đã tung ra các dịch vụ giao hàng của riêng mình để nhắm vào thị trường thích hợp mà Webvan phục vụ.

Phi trung gian hóa là quá trình loại bỏ các trung gian ra khỏi cấu trúc kênh phân phối, tạo ra liên kết trực tiếp giữa nhà sản xuất và người dùng cuối cùng.
Phi trung gian hóa loại bỏ đi được những lớp trung gian không mang lại giá trị hoặc ít mang lại giá trị cho kênh phân phối. Tối ưu hóa kênh phân phối để mang lại lợi ích cao nhất cho các thành viên. Phi trung gian hóa làm ngắn khoảng cách giữa nhà sản xuất và người dùng cuối cùng, tạo cơ hội cho nhà sản xuất có thể có được những thông tin quý giá về thị trường cũng như tăng độ nhận diện thương hiệu của người dùng. Việc có được thông tin hai chiều tốt hơn sẽ mang lại nhiều cơ hội cho nhà sản xuất để có thể cái tiến, phát triển sản phẩm tốt hơn và phù hợp, mang lại nhiều giá trị cho người dùng hơn. Tuy nhiên, việc loại đi những trung gian đóng góp nhiều giá trị cho kênh phân phối sẽ gây tổn thương cho tất cả các thành viên trong kênh, bao gồm cả nhà sản xuất và người dùng cuối cùng. Đây được coi là sự thất bại của phi trung gian hóa. Phi trung gian hóa thành công hay thất bại tùy thuộc vào đặc điểm của ngành đang hoạt động và chiến lược phi trung gian hóa cũng như sự thực thi của các thành viên trong kênh.

## Nguyên nhân
Quá trình phi trung gian hóa là quá trình diễn ra do kết quả của nhận thức người dùng và các nhà sản xuất thay đổi theo thời gian do ảnh hưởng bởi nhiều yếu tố. Các yếu tố tác động lên sự thay đổi trong nhận thức đó được chia làm hai nhóm chính như sau:
- Yếu tố bên trong:
  - Người dùng cuối cùng cho rằng: việc mua trực tiếp từ nhà sản xuất sẽ giảm đi được giá thành của sản phẩm.
  - Nhà sản xuất cho rằng: việc loại đi trung gian sẽ mang lại lợi nhuận biên cao hơn cho nhà sản xuất và mang lại những lợi ích thông tin đầy giá trị mà nhà sản xuất mất đi khi cung ứng sản phẩm thông qua trung gian.
- Yếu tố bên ngoài:
  - Sự phát triển của giao thông vận tải: Sự phát triển của giao thông vận tải khiến cho việc vận chuyển hàng hóa không còn nhiều trở ngại như trước
  - Sự phát triển của Internet.
  - Sự phát triển của Internet khiến thị trường minh bạch hơn ở hầu hết các ngành.

Các yếu tố trên tạo điều kiện sinh ra những liên kết trực tiếp giữa người dùng với nhà sản xuất, bỏ qua nhiều lớp trung gian có vẻ không cần thiết khi không tạo ra được các giá trị công thêm cho chuỗi cung ứng. Từ đó mang lại giá thấp hơn cho người dùng cuối cùng và giảm đi được những chi phí vận chuyển cho nhà sản xuất.

## Lịch sử
Thuật ngữ này ban đầu được áp dụng cho ngành ngân hàng vào năm 1967; Phi trung gian hóa xảy ra khi người tiêu dùng tránh sự trung gian của các ngân hàng bằng cách đầu tư trực tiếp vào chứng khoán (trái phiếu chính phủ, tư nhân, công ty bảo hiểm, quỹ phòng hộ, quỹ tương hỗ và cổ phiếu) thay vì để tiền trong tài khoản tiết kiệm.  Nguyên nhân ban đầu là do quy định của chính phủ Mỹ (Quy định Q) giới hạn mức lãi suất được trả cho các tài khoản được bảo hiểm bởi Tập đoàn Bảo hiểm Tiền gửi Liên bang.
Sau đó, nó đã được áp dụng rộng rãi hơn để "cắt bỏ người trung gian" trong thương mại, mặc dù ý nghĩa tài chính vẫn chiếm ưu thế.  Chỉ vào cuối Những năm 1990 đã làm nó trở nên phổ biến rộng rãi.

## Minh chứng về các hoạt động phi trung gian hóa ở các ngành

#### Sản xuất máy tính
Dell là một nhà sản xuất máy tính và thiết bị máy tính. Dell chuyển từ mô hình có trung gian của hãng thành mô hình trực tiếp đến tay người tiêu dùng.(Dell → Cửa hàng → Người dùng trở thành mô hình Dell → Người dùng). Có một thời gian, bạn không thể nào mua được một máy tính Dell ở trong một cửa hàng hay siêu thị nào bởi vì nó không được cung cấp bởi Dell. Dell chỉ cung cấp trực tiếp đến người dùng kể cả cá nhân hay là tổ chức. Chiến lược này rất thành công và mang lại độ nhận diện thương hiệu rất tốt cho hãng và cả những lợi ích tài chính khác.

#### Hàng không và tàu du lịch
Ngành du lịch và lữ hành đã được trải nghiệm một sự thay đổi theo hướng phi trung gian hóa. Ví dụ, nhiều năm trước, người ta thường đặt máy bay hoặc là du thuyền của họ thông qua một đai lý du lịch. Ngày nay, có hàng tá cách để có thể mua được vé và kỳ nghỉ trực tiếp từ những hãng bay hay du thuyền, loại bỏ những đại lý trung gian.

#### Ngân hàng
Ngân hàng cũng là một trong những ngành có quá trình phi trung gian hóa diễn ra mạnh mẽ và bền vững. Việc thêm vào các kênh trực tiếp như online banking, ebanking hay kinh điển là ATM khiến cho khách hàng có thể tương tác trực tiếp với ngân hàng mà không cần phải thông qua các nhà môi giới như trước kia hay thậm chí qua những nhân viên ngân hàng của chính ngân hàng đó. Hay với một ví dụ dễ thấy hơn của phi trung gian hóa trong ngành ngân hàng là việc phát triển của các phương thức thanh toán điện tử, chẳng hạn như Ví Điện Tử - hầu như không cần một tiếp xúc trực tiếp nào bởi nhân viên của họ với khách hàng hay là các trung gian khác.
Vào năm 1993 nhằm kích thích đầu tư từ người dân, Hội đồng Dự Trữ Liên Bang đã ban hành "Quy Định Q" về việc trả lãi cho các tài khoản thanh toán của ngân hàng. Theo đó, ngân hàng bị cấm trả lãi cho các tài khoản thanh toán, điều này nhằm thúc đẩy khách hàng của các ngân hàng chuyển tiền từ tài khoản thanh toán của họ và đầu tư vào quỹ thị trường tiền tệ (hay có thể hiểu là thúc đẩy người dân tăng đầu tư thay vì tiết kiệm). Việc điều chỉnh này nhằm mục đích thúc đẩy phát triển của đất nước, huy động được nguồn tiền từ người dân). Quy định này ảnh hưởng trực tiếp gây ra quá trình phi trung gian hóa. Việc người dân sẽ rút tiền ra khỏi trang trung gian tài chính được bảo đảm bởi liên bang đề đầu tư trực tiếp vào những công cụ thị trường tiền tệ, chủ yếu bị ảnh hưởng bởi mối quan hệ của lợi nhuận sinh ra từ đầu tư và lãi suất sinh ra từ ngân hàng tiết kiệm. Nghĩa là, lợi nhuận đầu tư lớn hơn lãi sinh ra từ gửi tiết kiệm ngân hàng, người dân sẽ có xu hướng đầu tư hơn là tiết kiệm.

## Tác động của sự phi trung gian hóa liên quan đến Internet đến các ngành công nghiệp khác nhau
Người ta đã tranh luận rằng Internet sửa đổi chuỗi cung ứng do tính minh bạch của thị trường. Phi trung gian hóa đã đạt được một ý nghĩa mới với sự ra đời của thị trường ảo.  Những người bán hàng trên thị trường ảo như Amazon đang vượt qua những người trung gian. Người bán và người mua trực tiếp kết nối với nhau qua nền tảng được tạo bởi nhà cung cấp thị trường ảo. Đôi bên đều có lợi, kể cả nhà cung cấp và người sử dụng nền tảng. Nếu không thì sẽ không có ý nghĩa kinh doanh khi tạo ra một nền tảng như vậy. Nếu người mua đã kết nối với người bán, phá vỡ nền tảng, nói chuyện với người bán và giao dịch trực tiếp với người bán, thì chủ sở hữu nền tảng không có khả năng nhận được chia sẻ doanh thu của mình.  Đây có thể được coi là một hình thức phi trung gian hóa mới.

### Thảo luận
Trong thế giới không có Internet, việc phân phối là một chiến lược quan trọng đối với nhiều nhà bán lẻ lớn như Walmart, họ cố gắng giảm giá bằng cách giảm số lượng trung gian giữa nhà cung cấp và người mua. Phi trung gian hóa cũng liên quan chặt chẽ với ý tưởng sản xuất just in time, vì việc loại bỏ đi nhu cầu hàng tồn kho cũng là loại bỏ một chức năng vốn của trung gian.  Sự tồn tại của các luật ngăn cản phi trung gian hóa đã được viện chứng như là một lý do cho hiệu quả kinh tế kém của Nhật Bản và Đức trong những năm 1990.
Tuy nhiên, sự phi trung gian hóa liên quan đến Internet xảy ra ít thường xuyên hơn nhiều so với dự kiến trong thời kỳ bùng nổ dot com.  Các nhà bán lẻ và bán buôn cung cấp các chức năng thiết yếu như mở rộng tín dụng, tổng hợp các sản phẩm từ các nhà cung cấp khác nhau và xử lý lợi nhuận.  Ngoài ra, trong nhiều trường hợp, việc vận chuyển hàng hóa đến từ nhà sản xuất có thể kém hiệu quả hơn nhiều so với việc vận chuyển chúng đến cửa hàng nơi người tiêu dùng có thể nhận chúng (nếu chuyến đi của người tiêu dùng đến cửa hàng bị bỏ qua).  Để đối phó với mối đe dọa của sự phân tán, một số nhà bán lẻ đã cố gắng tích hợp cả sự hiện diện ảo và sự hiện diện vật lý trong một chiến lược được gọi là gạch và nhấp chuột.

## Sự thất bại của quá trình phi trung gian hóa
Mặc cho những nhận thức có vẻ đúng của các nhà sản xuất và người tiêu dùng hay những tiến bộ trong công nghệ, đặc biệt là Internet và máy tính, nhóm được hưởng lợi trong quá trình phi trung gian hóa đã đánh giá quá cao những thay đổi công nghệ và quên đi nhiều chức năng mà những người trung gian mang lại cho chuỗi cung ứng. Khi Internet ra đời, mọi người tin hiện tượng phi trung gian hóa sẽ là tương lai của phân phối trên toàn cầu. Đây là một hiện tượng chung, có nghĩa là tất cả các doanh nghiệp sẽ bỏ hết kênh phân phốiCác doanh nghiệp dự định làm như vậy nhưng cuối cùng hầu hết các quá trình phi trung gian hóa đều diễn ra không thành công, chỉ có một số ít thành công ngoài mong đợi được biết đến như trường hợp của Dell, Apple,... Sau đó người ta lại thấy các kênh phân phối được tái lập lại và xuất hiện thêm các trung gian phân phối kiểu mới với vai trò mới, chẳng hạn như B2B2C, C2B2C, B2B2B. Các mô hình trung gian kiểu mới này ra đời đã làm thay đổi cách mà thị trường vận hành, cách suy nghĩ và tư duy về chuyện mua hàng.  Chẳng hạn như trước đây mua hàng phải lái xe đến tận nơi và đâu đó gần nơi sinh sống, đã mua hàng phải ra cửa hàng. Nhưng khi các trung gian kiểu mới ra đời thì có rất nhiều cách khác nhau để mua hàng. Đồng thời các trung gian kiểu mới này cũng cho người mua thêm nhiều quyền lực hơn, đưa ra nhiều tiêu chí cho nhà sản xuất để nhà sản xuất phải đáp ứng các tiêu chí đó thì mới được bán hàng. Tuy nhiên, không phải trung gian kiểu mới nào cũng thành công bởi vì vẫn sẽ gặp phải vấn đề về văn hóa mua hàng. Các chợ truyền thống vẫn không thể mất đi vì đã gắn với mọi người trong cuộc sống, các nhu cầu kết nối của họ, niềm vui khi được cầm và chọn món hàng,.... Vì thế các trung gian kiểu mới vẫn có thể thất bại.
Qua đó, hầu hết các nhà sản xuất và người tiêu dùng đều nhanh chóng nhận ra rằng: "nhà sản xuất không được chuẩn bị để phục vụ cách mua hàng theo kiểu phi trung gian hóa, trong thực tế họ khó chịu với quá trình này khi mà không có các đối tác phân phối của họ". Hơn nữa những nhà sản xuất thực hiện bán trực tiếp tới khách hàng qua Internet thường không quen với nhu cầu của khách hàng mua lẻ. Và bộ phận chăm sóc khách hàng của họ chưa bao giờ được chuẩn bị cho một khối lượng lớn với cường độ lớn các yêu cầu của khách hàng như vậy. Ngoài ra các nhà bán lẻ và bán buôn còn cung cấp các chức năng thiết yếu khác.
Tóm lại, quá trình phi trung gian hóa không thành công như người dùng cuối cùng và các nhà sản xuất nghĩ, điều này dẫn đến việc đánh giá lại mối quan hệ giữa những người trung gian và các nhà sản xuất để sắp xếp lại các chiến lược công nghệ của họ, là một quá trình dẫn đến quá trình tái trung gian hóa -  nơi mà các trung gian hiện đại mang lại nhiều lợi ích hơn, với những thay đổi hứa hẹn sẽ làm thay đổi cách thức hoạt động của thị trường theo một hướng tích cực hơn.